# Prospective Outlook on Long-term Energy Systems
Prospective Outlook on Long-term Energy Systems (POLES) est un modèle mondial de simulation du secteur de l’énergie. Il s’agit d’un modèle récursif à pas annuel, à horizon 2050 (voire 2100), de simulation de l’offre et de la demande énergétique. Le modèle couvre de nombreux secteurs et intègre un calcul endogène des prix ainsi qu’une simulation des marchés internationaux des énergies. Il couvre également les émissions de dioxyde de carbone et autres gaz à effet de serre.
POLES fonctionne sous la plateforme Vensim développée par Ventana Systems, Inc.

## Histoire
Le modèle POLES a été initialement développé au début des années 1990 à l’institut LEPII-CNRS (précédemment IEPE - Institut d’Économie et de Politique de l’Énergie) à Grenoble et a été conçu pour répondre aux problématiques de fourniture énergétique globale et de changement climatique ainsi que sur la mesure de l’effet sur le long terme des politiques énergétiques. Ses premiers développements se sont axés sur une description détaillée de la demande énergétique par secteur, de la planification d’extension du parc de production électrique et de l’exploration et exploitation des ressources fossiles. Ensuite au fil de son développement, le modèle s’est enrichi de concepts théoriques et d’expertises pratiques en mathématiques, économie, ingénierie, analyse de marchés et échanges internationaux dans le domaine de l’énergie.
Le développement initial du modèle a été financé par les programmes JOULE II et JOULE III des troisième et quatrième Programmes-cadre pour la recherche et le développement technologique (FP de l’anglais Framework Program) (1990-1994 and 1994-1998) de la Commission européenne ainsi que le CNRS. Depuis, le modèle s’est développé par le biais de nombreux projets, certains partiellement financés par FP5, FP6 et FP7, et en collaboration avec le LEPII, l’entreprise Enerdata et le centre commun de recherche européen IPTS.
Ainsi depuis plus de 20 ans, le modèle POLES fait partie de la petite famille des modèles énergétiques à échelle mondiale qui bénéficie d’un développement et d'une expertise continus.

## Structure
Le modèle produit un panorama complet et sectoriel du système énergétique mondial jusqu’à 2050. POLES est un modèle récursif d’équilibre partiel à pas annuel. Contrairement à d’autres modèles énergétiques, les prix internationaux des prix sont calculés de manière endogène dans POLES. Les principales variables exogènes du modèle sont le Produit Intérieur Brut et la population pour chacun des pays/régions concernés.
La structure du modèle s’appuie sur l’articulation de modules dédiés à travers trois niveaux d’analyse : les marchés énergétiques internationaux, les équilibres régionaux et les demandes nationales. Cette structure permet notamment de simuler le développement de nouvelles technologies, la production électrique, la production d’énergies primaires et les émissions sectorielles de gaz à effet de serre.
Le modèle POLES découpe le Monde en 57 régions, dont 45 pays détaillés (incluant l'ensemble des 27 pays de l'Union Européenne). Il couvre treize secteurs de demande énergétique.

### Demande sectorielle
La demande est modélisée de manière très détaillée pour chacun des secteurs couverts par le biais d’indicateurs d’activité, d’élasticités court et long terme aux prix des énergies et de tendances d’évolutions technologiques (avec prise en considération de courbes d’apprentissage). La méthodologie intégrée dans le modèle POLES garantit une consistance économique aux prévisions d’offre et de demande, en effet toute variation de prix à l’intérieur d’un secteur affecte l’intégralité de celui-ci. La valeur ajoutée de chaque secteur est calculée de manière endogène.
Les parts de marché des différentes énergies à l’intérieur d’un secteur sont établies à l’issue d’une compétition prenant notamment en compte leur prix, la mise en place de politiques spécifiques et des hypothèses sur les développements technologiques.
Le modèle suit le découpage sectoriel suivant :
- Residentiel et Tertiaire : Deux secteurs.
- Industrie :
  - Usages énergétiques : quatre secteurs, avec une modélisation pointue de la demande pour les Industries Grosses Consommatrices d’Énergie (IGCE) telles que la sidérurgie, la chimie et les minerais non métalliques (ciment, verre).
  - Usages non énergétiques : deux secteurs pour les industries de transformation comme la production de plastiques et de matières premières chimiques.
- Transport : Quatre secteurs (aérien, ferroviaire, routier et autres). La modélisation du transport routier intègre une description du parc de véhicules et des usages (véhicules lourds/légers, transport de passagers/marchandises…) et permet la simulation de compétitions technologiques intégrant le développement de véhicules alternatifs (hybrides, électriques ou piles à combustibles).
- Agriculture : Un secteur.

### L’offre pétrolière et gazière
POLES intègre 71 régions pétrolières et gazières et modélise les échanges internationaux entre celles-ci. La modélisation de l’offre fossile prend en considération les améliorations du taux de récupération du pétrole, l’interaction entre les nouvelles découvertes et le forage cumulé, ainsi qu’une rétroaction du ratio Réserves-sur-Production sur le prix du pétrole. La production des membres de l’OPEP est différenciée de celle des pays non-membres. Le modèle inclut également des ressources non conventionnelles telles que les sables et les schistes bitumineux.

### Le système électrique
26 technologies de génération sont décrites dans le modèle, dont certaines sont encore actuellement relativement restreintes voire uniquement planifiées, comme la capture et la séquestration du dioxyde de carbone (CCS) ou encore les futures générations de nucléaire. Des politiques incitatives comme des tarifs de rachat peuvent être introduites dans le modèle afin d’en analyser leurs conséquences sur le développement futur des différentes technologies, comme sur certaines énergies renouvelables.
Quatre courbes de charge journalière référence (avec une description fine de 2 heures) sont intégrées dans le modèle. Celles-ci sont satisfaites à l’issue d’une compétition permettant d’établir le mix de production. Cette compétition est régie par l’établissement d’un ordre de mérite établit sur les coûts marginaux d’opération et maintenance ainsi que sur les coûts fixes annualisés. Une anticipation de la demande attendue pour l’année suivante influence directement les choix et décisions d’investissements des acteurs pour la planification de nouvelles capacités.

### Émissions et prix du carbone
POLES intègre une comptabilité des émissions de gaz à effet de serre (GES) et permet notamment d’obtenir leur détail à un niveau sectoriel, régional ou national. Le modèle couvre l’ensemble des émissions issues de la combustion de carburants dans les secteurs de demande, et ceux pour les 6 GES reconnus par le protocole de Kyoto :'
- Le dioxyde de carbone (CO2) ;
- Le méthane (CH4) ;
- L'oxyde nitreux (N2O) ;
- L'hexafluorure de soufre (SF6) ;
- Les hydrofluorocarbures (HFC) ;
- Les perfluorocarbures (PFC) ou hydrocarbures perfluorés.

Une des nombreuses utilisations du modèle permet d’étudier les conséquences d’une taxation carbone sur les prix des combustibles fossiles à un niveau régional et le marché du carbone résultant, comme par exemple le système communautaire d'échange de quotas d'émission (SCEQE ou European Union Emissions Trading Scheme - EU ETS en anglais)

## Base de données
Les bases de données du modèle ont été développées par l’IPTS, le LEPII et Enerdata. Les données sur les coûts technologiques et les performances proviennent de la base de données TECHPOL,. Les données historiques de demande énergétique, de consommation et de prix sont, quant à elles, compilées et fournies par Enerdata.
L’enrichissement de ces bases de données se fait de manière continue, le modèle POLES bénéficie ainsi continuellement des mises à jour des dernières données historiques disponibles.

## Utilisation
POLES est utilisé dans la construction de scénarios prospectifs et leur analyse. Il peut notamment être utilisé pour étudier et tester différentes hypothèses sur les ressources et les politiques énergétiques afin d’identifier et de quantifier les variables fondamentales de la demande énergétique ainsi que les futures évolutions de la production d’électricité et des usages finaux de certaines technologies. 
Même si le modèle n’établit pas les conséquences macro-économiques de la mise en place de solutions de mitigation (contrairement au rapport Stern), il fournit un panorama détaillé des coûts associés au développement de technologies propres ou à faible contenu carbone.
Combinant l’établissement de ces coûts à la production des profils d’émissions de GES, POLES peut alors produire des courbes de coût marginal d’abattement (Marginal Abatement Cost Curves ou MACCs en anglais) pour chaque région et secteur à différents horizons de temps. Ces courbes peuvent être utilisées pour établir le coût d’une réduction des émissions de GES dans le cadre d’analyse de politiques carbone ou pour simuler des marchés d’échanges de permis sous différentes règles et configurations,.
De nombreuses études incluant des scénarios générés par le modèle POLES ont été lancées par plusieurs Directorats Généraux de la Commission Européenne,, par des agences nationales de l’énergie, de l’environnement, de l’industrie et du transport et par des acteurs internationaux privés du secteur de l’énergie.

## Critiques
Malgré le fait que POLES puisse modéliser des changements dans les valeurs ajoutées sectorielles ou des mutations entre secteurs, POLES n’est pas un modèle macro-économique car il n’intègre pas de boucle de rétroaction sur le Produit Intérieur Brut, celui n’est donc pas influencé dans le modèle par une taxation carbone, un effondrement de la production pétrolière ou des évolutions technologiques. 
Le modèle ne couvre pas l’ensemble des émissions de GES (les émissions liées à l’utilisation des sols ne sont pas simulés et le secteur agricole est partiellement couvert). Le modèle ne permet donc pas d’établir une projection complète des stocks et des concentrations des GES et donc du réchauffement anthropique de la planète.